# 托哈纳
托哈纳（Tohana），是印度哈里亚纳邦Fatehabad县的一个城镇。总人口51518（2001年）。

## 人口
该地2001年总人口51518人，其中男性27262人，女性24256人；0—6岁人口7738人，其中男4211人，女3527人；识字率61.20%，其中男性为66.83%，女性为54.87%。